# Ботьо Шанов
Ботьо Иванов Шанов е български учител.

## Биография
Роден е на 23 януари 1885 г. в Габрово, в семейството на кожаря Иван Шанов. През 1903 г. завършва Априловската гимназия. От 1903 до 1906 г. работи като първоначален учител в село Козерица, Габровско. През 1906 г. започва да учи педагогика и философия в Лайпциг. През 1907 – 1909 г. продължава следването си във Вюрцбург. Завършва образованието си в Бон, където защитава докторат по философия на тема „Процесите на смятането“. След завръщането си в България, в периода 1911 – 1915 г., е учител в Кюстендилското и Ловешкото педагогически училища. Преподава педагогика, психология и немски език. В началото на учебната 1915/1916 г. е назначен за директор на непълната гимназия в Горна Оряховица. По време на Първата световна война е мобилизиран в армията като преводач.
От 1 февруари 1919 г. е учител В Априловската гимназия. По политически причини, като член на Социалдемократическата партия и организатор на стачка, е уволнен от работа. След два месеца в възстановен и работи като учител до 14 септември 1922 г. В периода 1922 – 1926 г. се отдава на стопанска и търговска дейност. Търговски представител е на фирми за кожарски и текстилни материали. На 5 октомври 1925 г. е избран за член на Управителния съвет на Памукотекстилно дружество „Принц Кирил“ в Габрово.
От март 1923 до септември 1924 г. е член на габровския общински съвет. От началото на учебната 1926 г. отново е учител В Габровската гимназия. През есента на 1928 г. семейството му се преселва В София, където преподава немски език В Държавното средно техническо училище и Търговската гимназия. От 1942 г. до 1944 г. е началник на службата за професионално образование към Софийската търговско-индустриална камара. От 1944 до 1948 г. е директор на Дирекция за професионално образование при Министерство на търговията и промишлеността.
Член е на Съюза на научните работници. Подготвя учебници, работи върху немско-български речник, изнася лекции и др. Награден е с орден „Кирил и Методий“ I степен през 1955 г.
Умира на 14 май 1955 г. в София.